# 드래곤 퀘스트 IV: 인도받은 자들
《드래곤 퀘스트 IV: 인도받은 자들》은 일본 에닉스가 발매한 롤플레잉 비디오 게임이다. 《드래곤 퀘스트》 시리즈 네번째 작품이다. 천공 3부작 중 1편에 해당한다. 패밀리 컴퓨터 콘솔로 일본에서 1990년 2월 11일 처음 출시됐다. 북미 및 유럽 지역에선 패미컴 판은 《드래곤 워리어 IV》, 이후 발매판은 《드래곤 퀘스트 IV: 선택받은 자들의 장》이라는 제목으로 출시됐다.
《드래곤 퀘스트 IV》는 이전 작품들과는 달리 크게 5개의 장으로 나뉘어, 각 장마다 주인공이 있는 이야기 방식으로 전개된는 것이 특징이다. 첫 네 장은 영웅에게 합류할 동료들이 등장하며, 다섯번째 장에선 처음 게임 시작할 때 만든 캐릭터가 주인공으로 등장해 앞에서 등장했던 동료들과 합류하며 최종적으로 세계를 구하는 여정을 떠나게 된다.
최초로 발매된 패밀리 컴퓨터판은 춘소프트가 개발했으며, 1990년 일본에서 최초 출시 후 1992년 북미 지역에서 발매됐다. 2001년에는 하트비트와 아르체피아자가 공동개발한 플레이스테이션 판이 출시됐는데, 이 버전에는 기존판 엔딩 이후를 다룬 여섯번째 장이 추가됐다. 2007년에는 이에 기반한 닌텐도 DS판이 출시됐으며, 2014년에는 안드로이드 및 iOS 이식판이 발매됐다.

## 평가
| 평론 점수          | 평론 점수 | 평론 점수 | 평론 점수 | 평론 점수 |
| 평론사             | 점수      | 점수      | 점수      | 점수      |
| 평론사             | DS        | iOS       | NES       | PS        |
| ------------------ | --------- | --------- | --------- | --------- |
| 1UP.com            | B+        |           |           |           |
| 올게임             | [ 7 ]     |           | [ 8 ]     |           |
| CVG                | 8.1 / 10  |           |           |           |
| 디스트럭토이드     | 8 / 10    |           |           |           |
| 유로게이머         | 8 / 10    |           |           |           |
| 패미츠             | 34 / 40   |           | 37 / 40   | 32 / 40   |
| 게임 인포머        | 7 / 10    |           |           |           |
| 게임프로           | 4 / 5     |           |           |           |
| 게임스팟           | 8 / 10    |           |           |           |
| 게임스파이         | 4 / 5     |           |           |           |
| 게임스레이더+      | 4.5 / 5   |           |           |           |
| 게임존             | 8.3 / 10  |           |           |           |
| IGN                | 8 / 10    |           |           |           |
| Jeuxvideo.com      |           |           | 16 / 20   |           |
| 닌텐도 파워        | 7.5 / 10  |           |           |           |
| 닌텐도 월드 리포트 | 8 / 10    |           |           |           |
| ONM                | 78%       |           |           |           |
| 터치아케이드       |           | [ 25 ]    |           |           |
| Electronic Games   |           |           | 85%       |           |
| 통합 점수          |           |           |           |           |
| 메타크리틱         | 80/100    | 86/100    |           |           |

| 수상                      | 수상              |
| 평론사                    | 수상              |
| ------------------------- | ----------------- |
| Nintendo Power Award '93' | Best Overall Game |

## 참조
1. ↑  일본어: ドラゴンクエストIV 導かれし者たち
2. ↑  영어: Dragon Warrior IV
3. ↑  영어: Dragon Quest IV: Chapters of the Chosen